# Nicholas Grimshaw
Pour les articles homonymes, voir Grimshaw.
Nicholas Grimshaw, (né le 9 octobre 1939 à Hove dans le Sussex de l'Est), est un architecte britannique, surtout connu pour plusieurs bâtiments modernes dont la gare de Waterloo à Londres et l'Eden Project dans les Cornouailles. Fin 2004, il a été élu président de la Royal Academy.

## Biographie
Pour Grimshaw, l'intérêt porté à l'ingénierie est une histoire familiale : un de ses arrière-grand-père est responsable de la supervision des égouts et du système d'assainissement de Dublin, et un autre a construit des barrages en Égypte. Il est aussi réputé pour avoir démontré un intérêt précoce pour la construction ; enfant il faisait du Meccano, construisait des maisons dans les arbres et des bateaux.
Il est allé au Wellington College. De 1959 à 1962 il étudia à l' Edinburgh College of Art puis on lui accorde une bourse pour étudier à l' Architectural Association School of Architecture à Londres où on lui accorda par la suite d'autres bourses pour faire des voyages d'études en Suède en 1963 et aux États-Unis en 1964. Il fut diplômé de l'AA en 1965 avec mention, et en partenariat avec Terry Farrell il rejoignit la Royal Institute of British Architects en 1967.
Il travailla avec Farrell pendant quinze ans avant de créer sa propre agence, Nicholas Grimshaw & Partners, en 1980. En 1989 il reçut le prix national décerné par le RIBA (Royal Institute of British Architects) pour son projet des imprimeries du Financial Times dans l'est de Londres. Après avoir dessiné le pavillon britannique de l'exposition internationale de Séville en 1992, il fut gratifié de l'ordre de l'Empire britannique en 1993, et il reçut la consécration lorsque, l'année suivante, son bâtiment de la gare de Waterloo fut élu Building of the Year. La même année, il fut élu vice-président de l' Architectural Association, membre de la Royal Academy et membre de l' American Institute of Architects.
L'agence d'architecture de Grimshaw continue de croître ; elle est de dimension mondiale avec des bureaux à Londres, New York et Melbourne. Le travail de Nicholas Grimshaw & Partners a fait l'objet de monographies publiées par les presses Phaidon : 
- Architecture, Industry and Innovation deals with the years 1965–1988
- Structure Space and Skin covers 1988–1993

et Equilibrium qui s'intéresse à son travail jusqu'à l'an 2000.
Grimshaw est en train de construire le NIRAH (National institute for research into aquatic habitats). Quand il sera terminé, ce sera le plus grand aquarium du monde.

## Réalisations et projets

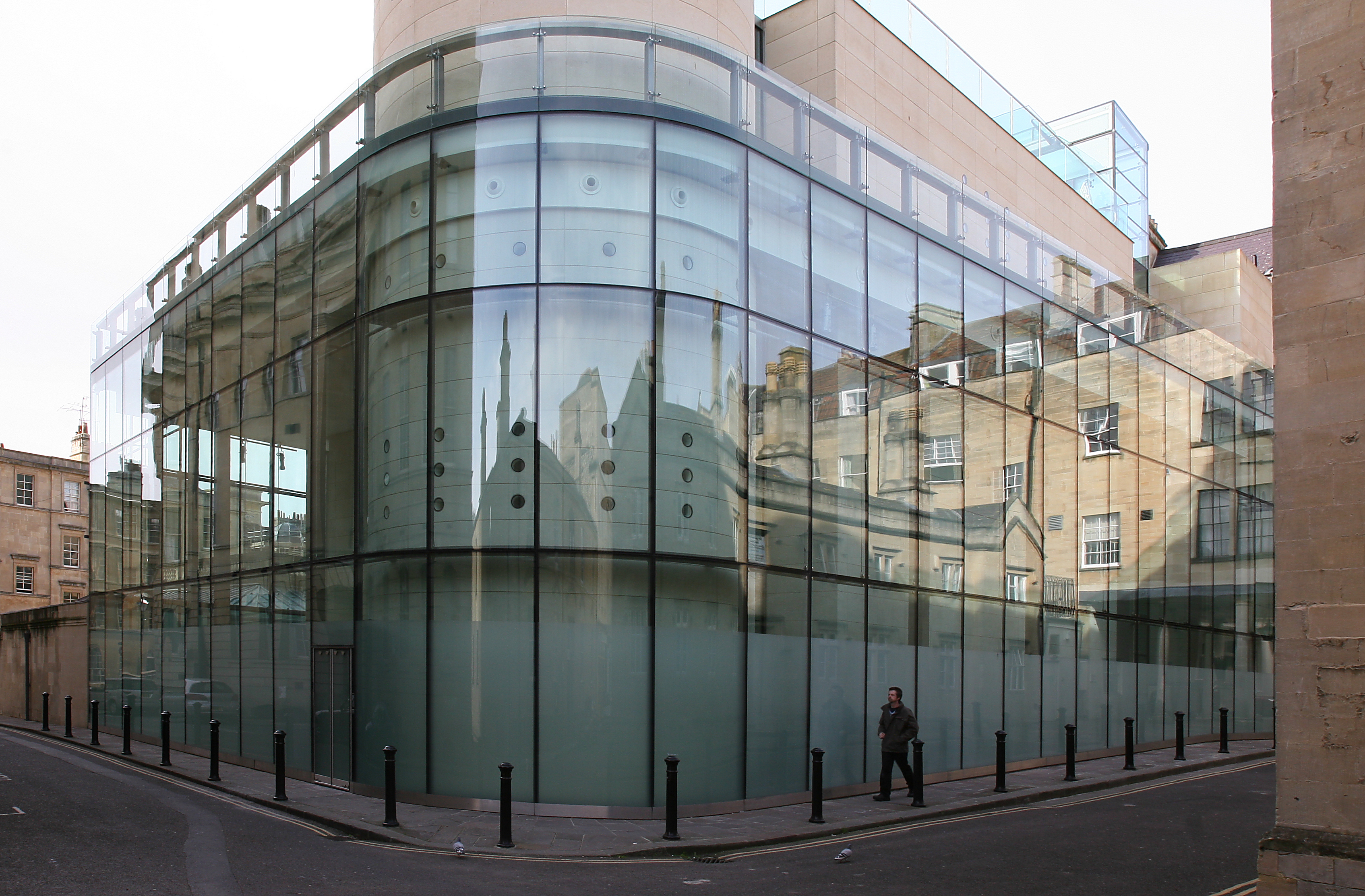
Thermes de Bath : le bâtiment principal, 2006.

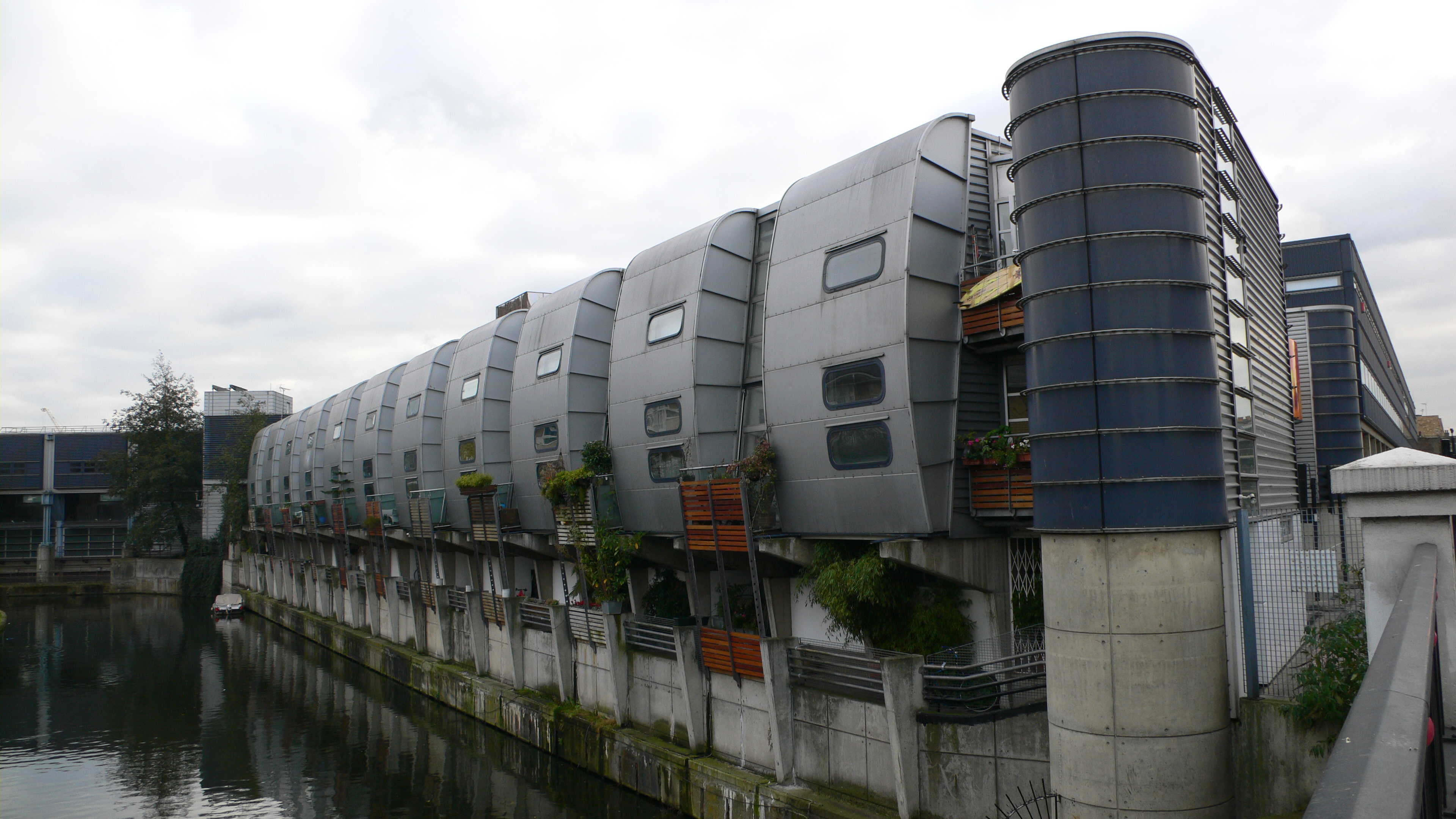
Appartements derrière le supermarché Sainsbury dans le quartier de Camden Town à Londres, 1988.

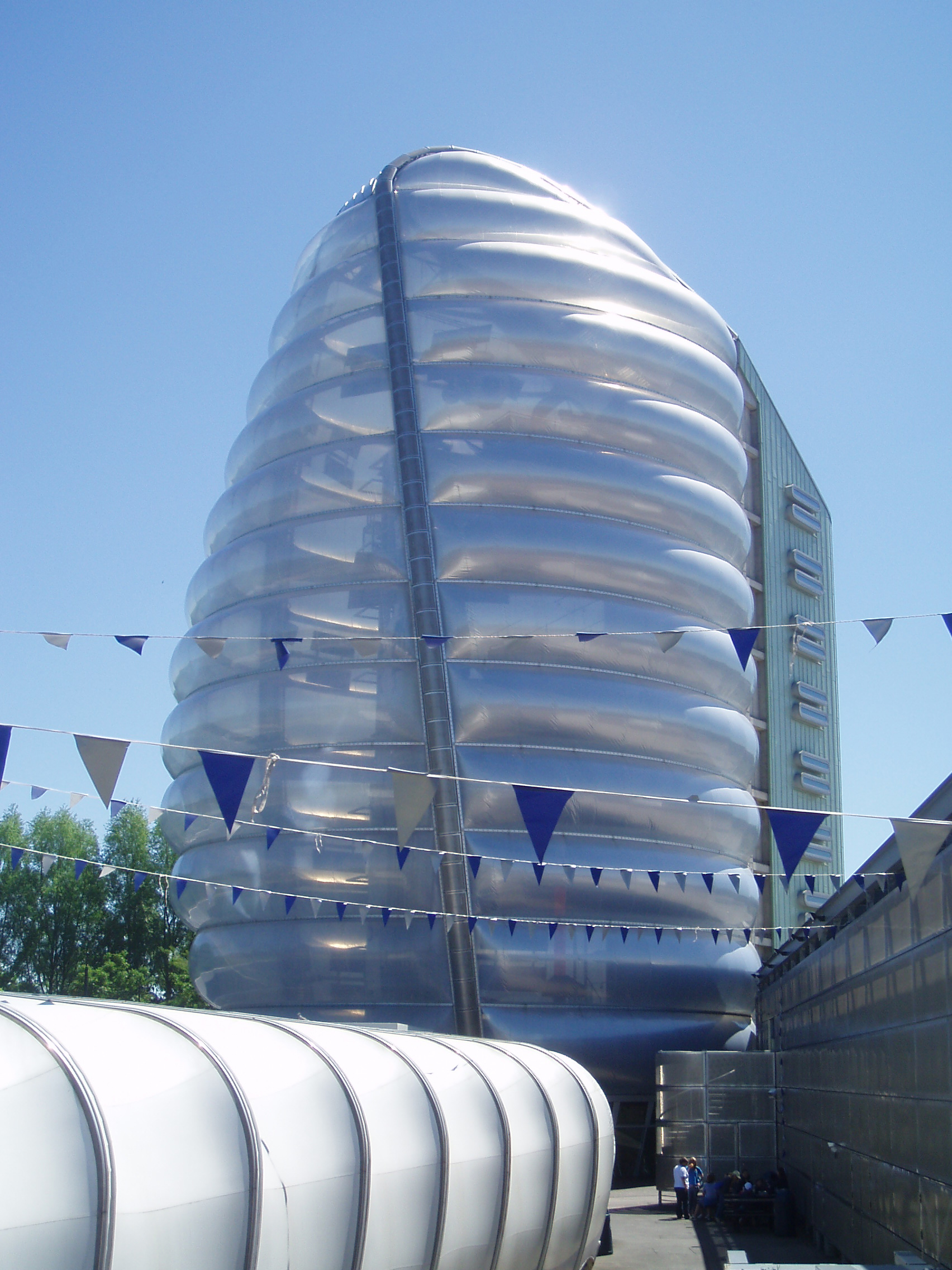
National Space Centre, Leicester.

- Siège social britannique de BMW, Bracknell (1980).
- Patinoire d'Oxford, Oxford (1984).
- Imprimeries du Financial Times, dans Blackwall à Londres (1988).
- Rank Xerox Research Centre, Welwyn Garden City (1988).
- Supermarché Sainsbury, dans Camden Town à London (1988).
- Centre de loisir Stockbridge, Liverpool (1988).
- Bibliothèque nationale de France, Paris (1989).
- Pavillon britannique de l'Expo '92, Séville (1992).
- Terminaux de la gare internationale Waterloo, Londres (1993).
- Centres des opérations de British Airways (The Compass Centre), aéroport d'Heathrow (1993).
- Siège social et imprimeries du Western Morning News, Plymouth (1993).
- Siège régional du RAC, Bristol (1994).
- Terminal 4A, aéroport d'Heathrow (1994).
- Bourse de commerce de Berlin, Berlin (1997).
- Tribunes du Lord's Cricket Ground, Londres (1998).
- Terminal 3, aéroport d'Heathrow (1998).
- Station de pompage à North Woolwich, dans les docks de Londres (1998).
- Station de bus de Bilbao, Bilbao (1999).
- Eden Project, Cornouailles (2001)
- Siège social et usine de la firme igus, Cologne (2000).
- Halles de la foire commerciale de Francfort, Francfort-sur-le-Main (2001).
- Pont Enneüs Heerma, Amsterdam (2001).
- National Space Centre, Leicester (2001).
- 25 Gresham Street, London (2003).
- Siège social et usines de montage de Rolls-Royce (2003).
- Extension de l'aéroport de Zurich (2004).
- The Core (le cœur), extension de l'Eden Project (2005).
- Gare de Southern Cross, Melbourne (2005).
- Galerie d'art de la caisse d'épargne de Galice, La Corogne (2006).
- Thermes de Bath, Bath (2006).
- EMPAC (centre expérimental des médias et des arts vivants), Troy (État de New York) (2007).
- Institut sur le cancer de UCL, Londres (2007).

## Distinctions et honneurs
- Commandeur de l'ordre de l'Empire britannique (CBE - 1993)
- Chevalier (Knight Bachelor - 2002)[1]
- Membre de la Royal Academy (RA - 1994)[2]
- Président de la Royal Academy (depuis 2004)